# Championnat du Maroc de basket-ball 2023-2024
Navigation
Édition précédente Édition suivante
La saison 2023-2024 de la Division Excellence (ou DEX-H) est la 87e édition du championnat du Maroc de basket-ball, sous l'égide de la Fédération royale marocaine de basket-ball. Cette édition a connu le retour de la saison régulière au format d'un groupe unique à 12 équipes.

## Formule de la compétition
Douze équipes s'affrontent sous forme de matches aller-retour lors de la saison régulière, d'octobre 2023 à avril 2024. Chaque équipe dispute en conséquence vingt-quatre matches, dont onze à domicile et onze à l'extérieur. Un classement est établi après chaque journée, se basant sur le ratio entre le nombre de victoires et le nombre de matches joués.
À l'issue de la saison régulière, les huit premières équipes sont qualifiées pour les playoffs. Cette compétition verra les équipes qualifiées réparties en deux groupes de quatre qui s'affrontent sous forme de matches aller-retour. Les deux premiers de chaque groupe se qualifieront en demi-finales au meilleur des trois manches, puis en finale au meilleur des cinq manches. Le vainqueur de la finale est désigné champion du Maroc,.

## Clubs participants
Équipes participantes au titre de la saison 2023-2024
| Club                | Rabat      | Salle               | Capacité     |
| ------------------- | ---------- | ------------------- | ------------ |
| Ittihad Tanger      | Tanger     | Salle Badr          | 1 200 places |
| Maghreb de Fès      | Fès        | Salle du 11 janvier | 5 000 places |
| AS Chabab Elouatia  | Tan Tan    | Salle Tan Tan       | 900 places   |
| Majd Tanger         | Tanger     | Salle Ziaten        | 1 000 places |
| AS Lixus Larache    | Larache    | Salle Larache       | 1 500 places |
| AS Salé             | Salé       | Salle El Bouâzzaoui | 2 000 places |
| Raja Club Athletic  | Casablanca | Salle Bouchentouf   | 1 500 places |
| FUS de Rabat        | Rabat      | Salle Bouânane      | 1 500 places |
| Wydad de Casablanca | Casablanca | Salle du WAC        | 1 000 places |
| Kawkab Marrakech    | Marrakech  | Salle de Zerktouni  | 1 500 places |
| FAR de Rabat        | Rabat      | Salle Ibn Yassine   | 5 000 places |
| Amal Hoceima        | El Hoceima | Salle du 3 mars     | 1 500 places |

## Résultats

### Saison régulière
Le classement final de la saison régulière est :
| Rang | Équipe              | Pts  | J  | G  | P  | Pp   | Pc   | Diff |
| ---- | ------------------- | ---- | -- | -- | -- | ---- | ---- | ---- |
| 1    | FUS de Rabat        | 42   | 22 | 20 | 2  | 1799 | 1440 | 359  |
| 2    | AS Salé             | 39   | 22 | 17 | 5  | 1801 | 1521 | 280  |
| 3    | Maghreb de Fès      | 38   | 22 | 16 | 6  | 1522 | 1327 | 195  |
| 4    | Ittihad Tanger      | 38   | 22 | 16 | 6  | 1609 | 1450 | 159  |
| 5    | Wydad de Casablanca | 34-1 | 22 | 13 | 9  | 1273 | 1276 | -3   |
| 6    | AS Chabab Elouatia  | 31   | 22 | 9  | 13 | 1437 | 1555 | -118 |
| 7    | FAR de Rabat        | 30   | 22 | 8  | 14 | 1377 | 1445 | -68  |
| 8    | Majd Tanger         | 30-1 | 22 | 9  | 13 | 1441 | 1533 | -92  |
| 9    | AS Lixus Larache    | 29-2 | 22 | 9  | 13 | 1437 | 1501 | -64  |
| 10   | Kawkab Marrakech    | 28   | 22 | 6  | 16 | 1483 | 1666 | -183 |
| 11   | Raja Club Athletic  | 27   | 22 | 5  | 17 | 1393 | 1594 | -201 |
| 12   | Amal Hoceima        | 26   | 22 | 4  | 18 | 1497 | 1761 | -264 |

Légende :
- Qualification pour les playoffs
- Relégation en Nationale 1
- -N : points de pénalité.

Sanctions :
- 1 point à la suite d'un forfait pour le Lixus Larache